# Jean-Claude Brialy

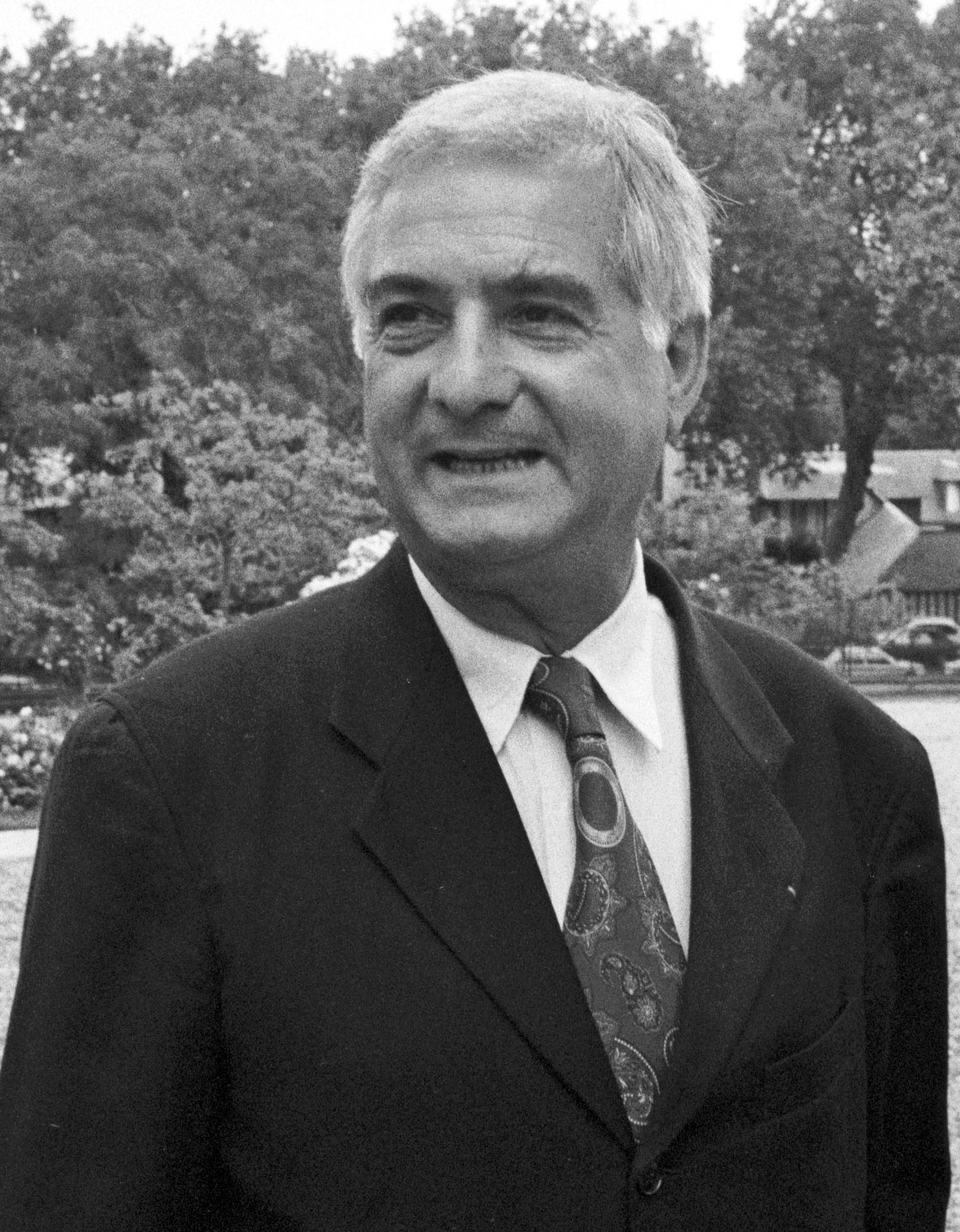
Jean-Claude Brialy (1992)

Jean-Claude Brialy (* 30. März 1933 in Aumale, Algerien; † 30. Mai 2007 in Monthyon, Département Seine-et-Marne) war ein französischer Schauspieler und Regisseur.

## Leben und Werk
Jean-Claude Brialy wurde als Sohn eines Obersten der französischen Armee in Algerien geboren. Die Familie zog einige Jahre später nach Frankreich. Er besuchte verschiedene höhere Schulen, war Zögling einer Kadettenanstalt und machte in Straßburg Abitur. Entgegen dem Wunsch seines Vaters, der ihn gerne als Offizier gesehen hätte, nahm er in Straßburg Schauspielunterricht. Während seines Militärdienstes in Deutschland bekam er Tuchfühlung mit dem Fernsehen in Baden-Baden und Stuttgart und trat zum ersten Mal im Rahmen der französischen Truppenbetreuung auf der Bühne auf. Später reiste er mit dem Centre Dramatique de l'Est, einer Wanderbühne, mit Stücken von Jean-Paul Sartre, Jean Cocteau, Shakespeare u. a. ein Jahr lang durch Frankreich. Nach seinem Debüt als Filmschauspieler in Jacques Rivettes Kurzfilm Le coup du berger entwickelte sich Brialy zu einem der führenden Darsteller der Nouvelle Vague. Pierre Kast besetzte ihn 1957 neben Jean Marais in Un amour de poche, Claude Chabrol machte ihn zum Protagonisten seiner Filme Schrei, wenn du kannst und Die Enttäuschten, Mauro Bolognini besetzte ihn in Wir von der Straße, und Denys de La Patellière machte ihn – entgegen der Programmatik der Nouvelle Vague – zum romantischen Helden in dem Drama Mit den Augen der Liebe, als Blinden mit einer älteren Geliebten (Danielle Darrieux).
François Truffaut gab ihm nach einem Kurzfilm (Eine Geschichte des Wassers) und einem Cameo-Auftritt in Sie küßten und sie schlugen ihn eine Hauptrolle neben Jeanne Moreau in Die Braut trug schwarz. Truffaut und Brialy waren eng befreundet. So war Brialy als Trauzeuge für die für Juni 1968 geplante Hochzeit Truffauts mit Claude Jade vorgesehen. Truffaut wollte Brialy auch für die Rolle des homosexuellen Jean-Loup Cottins in Die letzte Metro besetzen, entschied sich zuletzt jedoch für Jean Poiret, da er die Rolle als „zu nah“ an Brialys Privatsphäre empfand. Erst in späteren Jahren verkörperte der seine Homosexualität nie verbergende Brialy schwule Charaktere im Film, etwa Max Jacob in der Fernsehfilmbiografie Monsieur Max (2007).
Eine seiner bedeutendsten Rollen spielte Brialy in Eine Frau ist eine Frau von Jean-Luc Godard, gefolgt von Rivettes Paris gehört uns. Es folgten zahlreiche romantische Komödien (Auch Stehlen will gelernt sein und Jagd auf Männer, beide mit Françoise Dorléac) und politisch brisante Filme wie Costa-Gavras’ Ein Mann zuviel. Im Zusammenhang mit dem Autorenkino der 1970er Jahre blieb er vor allem als Jérôme in Éric Rohmers Claires Knie in Erinnerung, aber auch durch seine Zusammenarbeit mit Chabrol und Luis Buñuel (Das Gespenst der Freiheit). In den folgenden Dekaden gehörte Brialy weiterhin zur ersten Garde der französischen Charakterdarsteller.
In mehreren Filmen betätigte sich Brialy als Regisseur. In dieser Funktion arbeitete er unter anderem mit Romy Schneider in Sommerliebelei zusammen, an deren Seite er schon 1958 in Christine gespielt hatte.
Nach Angaben seiner Angehörigen starb Brialy am 30. Mai 2007 nach langer Krankheit auf seinem Anwesen in Monthyon, einem Schloss aus dem 18. Jahrhundert. Er wurde auf dem Cimetière de Montmartre (Division 15) in Paris bestattet.

## Filmografie (Auswahl)

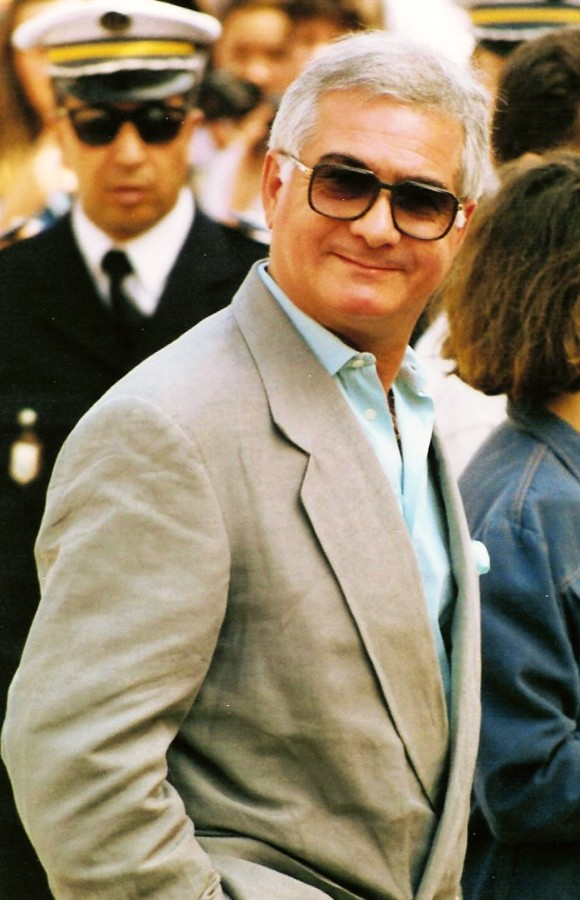
Brialy bei den 45. Filmfestspielen von Cannes (1992)

### Schauspieler (Auswahl)
- 1957: Der sechste Mann (Tous peuvent me tuer)
- 1958: Christine
- 1958: Die Enttäuschten (Le beau Serge)
- 1959: Alle Jungen heißen Patrick (Tous les garçons s’appellent Patrick)
- 1959: Schrei, wenn du kannst (Les cousins)
- 1961: Eine Frau ist eine Frau (Une femme est une femme)
- 1961: Eine Geschichte des Wassers (Une histoire d’eau)
- 1962: Auch Stehlen will gelernt sein (Arsène Lupin contre Arsène Lupin)
- 1962: Das brennende Gericht (La Chambre ardente)
- 1962: Der Teufel und die Zehn Gebote (Le diable et les dix commandements)
- 1962: Wir bitten zu Bett (Les petits matins)
- 1963: Karambolage (Carambolages)
- 1964: Ich war eine männliche Sexbombe (Un monsieur de compagnie)
- 1964: Jagd auf Männer (La chasse à l’homme)
- 1964: Der Reigen (La ronde)
- 1964: Tonio Kröger
- 1965: Ich habe sie gut gekannt (Io la conoscevo bene)
- 1965: 100 Millionen im Eimer (Cent briques et des tuiles)
- 1965: Mandragola (La mandragola)
- 1966: Herzkönig (Le Roi de cœur)
- 1967: Das älteste Gewerbe der Welt (Le plus vieux métier du monde)
- 1967: Die Abenteuer des Kardinal Braun
- 1967: Lamiel – ich liebe die Liebe (Lamiel)
- 1967: Ein Mann zuviel (Un homme de trop)
- 1968: Die Braut trug schwarz (La mariée était en noir)
- 1968: Hemmungslose Manon (Manon 70)
- 1968: Caroline Chérie (Schön wie die Sünde) (Caroline Chérie)
- 1970: Claires Knie (Le genou de Claire)
- 1974: Das Gespenst der Freiheit (Le fantôme de la liberté)
- 1976: Zwei scheinheilige Brüder (L’année sainte)
- 1976: Der Richter und der Mörder (Le juge et l’assassin)
- 1976: Barocco
- 1978: Ein Mann sucht eine Frau (Robert et Robert)
- 1980: Die Bankiersfrau (La banquière)
- 1981: Ein jeglicher wird seinen Lohn empfangen… (Les uns et les autres)
- 1982: Flucht nach Varennes (La nuit de Varennes)
- 1982: Das Mädchen von Triest (La ragazza di Trieste)
- 1983: Das Auge (Mortelle randonnée)
- 1985: Das freche Mädchen (L’effrontée)
- 1987: Die Unschuldigen (Les innocents)
- 1990: Spatzi, Fratzi & Co. (C’era un castello con 40 cani)
- 1990: Gauner gegen Gauner (Ripoux contre ripoux)
- 1992: Lucas
- 1994: Die Bartholomäusnacht (La reine Margot)
- 1995: Eine französische Frau (Une femme française)
- 1996: Launen eines Flusses (Les caprices d’un fleuve)
- 1996: Beaumarchais – Der Unverschämte (Beaumarchais, l’insolent)
- 1998: Der Graf von Monte Christo (Le comte de Monte-Cristo)
- 2003: Les clefs de bagnole
- 2006: Einmal Polizist, immer Polizist (Vous êtes de la police?)
- 2006: Monsieur Max

### Regisseur
- 1974: Sommerliebelei (Un amour de pluie)

## Auszeichnungen
- 1988: César in der Kategorie Bester Nebendarsteller für Die Unschuldigen